# Ylistenjärvi
Ylistenjärvi är en sjö i Finland. Den ligger i kommunen Sastamala i landskapet Birkaland, i den sydvästra delen av landet, 160 km nordväst om huvudstaden Helsingfors. Ylistenjärvi ligger 89,2 meter över havet. Arean är 4,4 kvadratkilometer och strandlinjen är 16,55 kilometer lång. Sjön  ingår i Kumo älvs huvudavrinningsområde.   I omgivningarna runt Ylistenjärvi växer i huvudsak blandskog. Den sträcker sig 3,2 kilometer i nord-sydlig riktning, och 3,0 kilometer i öst-västlig riktning.
I övrigt finns följande i Ylistenjärvi:
- Äijälänsaari (en ö)
- Jaamalansaari (en ö)
- Pujosaari (en ö)